# Caius Æmilius Mamercinus
Pour les articles homonymes, voir Aemilius Mamercinus.
Caius Aemilius Mamercinus est un homme politique de la République romaine du début du IVe siècle av. J.-C.

## Famille
Il est membre des Aemilii Mamercini, branche de la gens patricienne Aemilia. Il est le fils d'un Tiberius Aemilius et le petit-fils de Tiberius Aemilius Mamercinus, consul en 470 et 467 av. J.-C. Son nom complet est Caius Aemilius Ti.f. Ti.n. Mamercinus.

## Biographie

### Premier tribunat consulaire (394)
Il est élu tribun militaire à pouvoir consulaire en 394 av. J.-C., avec cinq collègues parmi lesquels Camille. Alors que ce dernier soumet Faléries, Caius Aemilius et un de ses collègues Spurius Postumius Albinus Regillensis mènent une campagne contre les Èques,.

### Deuxième tribunat consulaire (391)
Caius Aemilius est élu tribun consulaire une seconde fois en 391 av. J.-C. avec cinq autres collègues. Avec Lucius Lucretius Tricipitinus Flavus, Caius Aemilius parvient à pousser Volsinies à la reddition et à accepter une trêve de vingt ans. Pendant ce temps, deux de ses collègues, Servius Sulpicius Camerinus et Agrippa Furius Fusus, mènent des raids sur le territoire des Salpinates,.